# 13. kongres SKJ
13. kongres Saveza komunista Jugoslavije održao se je od 25. do 28. lipnja 1986. godine u Beogradu.
Kongresu su nazočila 1742 delegata, 533 domaća gosta i 117 inozemnih gostiju koje su činili izaslanstva komunističkih, socijalističkih, radničkih i inih progresivnih partija i pokreta iz cijelog svijeta. Kongres je primio brojne pozdravne poruke stranaka i pokreta iz mnogo zemalja, te više od tisuću brzojava organizacijâ Saveza komunista, organizacija udruženog rada i pojedinaca.
Na Kongresu je bio usvojen idući dnevni red:
- Izbor radnih tijela Kongresa.
  - Verifikacija punomoći delegata.
  - Izvješća o radu organa SKJ između Dvanaestog i Trinaestog kongresa SKJ:
  - Centralnog komiteta SKJ
  - Komisije za statutarna pitanja
  - Nadzorne komisije SKJ
- Referat Vidoja Žarkovića, predsjednika Predsjedništva CK SKJ, Savez komunista Jugoslavije u borbi za dalji razvitak socijalističke samoupravne i nesvrstane Jugoslavije.
- Izbor kongresnih komisija, odnosno njihovih predsjedništava i predsjednika.
- Diskusija u komisijama o izvješćima organa SKJ, o referatu i o nacrtima dokumenata Trinaestog kongresa SKJ.
- Usvajanje rezolucija Trinaestog kongresa SKJ i izmjena i dopuna Statuta SKJ.
- Izbor članova organa SKJ: Centralnog komiteta SKJ, Statutarne komisije SKJ i Nadzorne komisije SKJ.

Kongres je radio u četiri plenarne sjednice i u šest komisija:
- Komisija za razvoj socijalističkih samoupravnih društveno-ekonomskih odnosa, ekonomski i znansveno-tehnološki razvitak
- Komisija za razvitak političkog sustava i socijalističkog samoupravljanja
- Komisija za idejno-političko i organizacijsko, akcijsko i kadrovsko osposobljavanje i djelovanje SKJ i statutarna pitanja
- Komisija za idejna pitanja u obrazovanju, odgoju, znanosti i kulturi
- Komisija za pitanja međunarodne suradnje SKJ i vanjske politike Jugoslavije
- Komisija za pitanja općenarodne obrane i društvene samozaštite

Pored ovih komisija, za vrijeme rada Kongresa radile su Komisija za pripremu prijedloga rezolucija i Komisija za pripremu prijedloga dopuna i izmjena Statuta SKJ i Komisija za prijedloge i predstavke.
Trinaesti kongres izabrao je novi Centralni komitet SKJ, Statutarnu komisiju SKJ i Nadzornu komisiju SKJ. Završnu riječ na Kongresu dao je Milanko Renovica, zaključujući plenarnu sednicu Kongresa. Trinaesti kongres primio je 1191 pozdravni brzojav od organizacija Saveza komunista, organizacija udruženog rada, ustanova i pojedinaca.

## Članovi CK SKJ
- Članovi Centralnog komiteta Saveza komunista Jugoslavije, izabrani na Trinaestom kongresu:

Mato Andrić, Miloš Bajčetić, Šućro Bandić, Dimitrije Baucal, Ivan Brigić, Stane Brovet, Josip Bukovčan, Radoslav Bulajić, Seniha Bulja, Simeon Bunčić, Ljubomir Varošlija, Matija Vaslović, Sanije Veselji[provjeriti izvorno pisanje], Dobrivoje Vidić, Radovan Vlajković, Josip Vrhovec, Milutin Vukašinović, Perko Vukotić, Mlađen Vuković, Vangel Gagačev, Radiša Gačić, Milan Gorjanc, Miomir Grbović, Božidar Grubišić, Dušica Danilović, Ladislav Daraboš, Teza Dimić, Dimitar Dimidžievski, Suzana Dinevska, Raif Dizdarević, Stane Dolanc, Svetislav Dolašević, Dušan Dragosavac, Ivo Družić, Enver Xherdeku[provjeriti izvorno pisanje], Dalij Đonlagić, Milo Đukanović, Mladen Đurin, Josip Eterović, Vidoje Žarković, Janez Zahrastnik, Janez Zemljarič, Dragica Zagrebec, Snežana Zlatar, Janko Zupančić, Hrvoje Ištuk, Branko Jerčinović, Lambe Jovanoski, Nerandža Jovanov, Radovan Jovanov, Nikola Jovanović, Vjekoslav Juričić, Ivo Karamarko, Milka Kiković, Vojislav Knežević, Anđelko Kovačević, Rudi Kolak, Martina Kolar, Stevan Korošec, Dragutin Kosovac, Radoje Kostadinović, Sergej Kraigher, Adem Krasniqi[provjeriti izvorno pisanje], Dara Krnetić, Antun Kruljac, Boško Krunić, Muhiba Kulović, Dragana Labus, Branko Lađević, Mihailo Lalić, Marko Lolić, Vukašin Lončar, Anton Lukežić, Nándor Major, Mladenko Maksimović, Branko Mamula, Ante Marković, Krste Markovski, Petar Matić, Suljo Mehić, Ahmet Mehović, Esad Merdić, Munir Mesihović, Branko Mikulić, Mihajlo Milojević, Stevan Mirković, Blagoja Mitanovski, Vukašin Mićunović, Ivan Mihaljev, Lazar Mojsov, Rahman Morina, Boris Mužević, Said Mujkanović, Đuro Nemet, Branka Obrenić, Borislav Odadžić, Milica Ozbič, Marko Orlandić, Marjan Orožen, Tosum Pahumi, Jovo Panajotović, Milan Pančevski, Milica Pejanović, Marica Petrović, Mihajlo Pešić, Milka Planinc, Jordan Pop-Jordanov, Hamdija Pozderac, Milovan Popović, Trajko Prendžov, Tomislav Radović, Radovan Radonjić, Ivica Račan, Milanko Renovica, Hashim Rexhepi[provjeriti izvorno pisanje], Bogoljub Redžić, Stevan Santo, Zorka Sekulović, Maksimilijan Senica, Branislav Simić, Dobrivoje Simonović, Jože Slokar, Andrej Spasov, Borisav Srebrić, Boris Stankovski, Ivan Stojanović, Nikola Stojanović, Stanislav Stojanović, Taip Taipi, Dragan Tomić, Stanko Tomić, Nedelko Trajkovski, Bogdan Trifunović, Vasil Tupurkovski, Tomo Cerjan, Darja Colarič, Nurhan Ćato, Uglješa Uzelac, Igor Uršič, Anđelija Filipović, Slobodan Filipović, Gojko Hajduković, Sinan Hasani, Vinko Hafner, Vladimir Hodaj, Ahmet Hodžić, Dušan Čkrebić, Ali Shabani[provjeriti izvorno pisanje], Franc Šetinc, Petar Šimić, Kolj Široka, Franc Šifkovič, Drago Šofranac, Stipe Šuvar, Borut Šuklje i Ali Shukria.
- Članovi Statutarne komisije SKJ, izabrani na Trinaestom kongresu:

Dušan Apostolov, Vukojica Bošković, Voislav Vasilevski, Čedo Volaš, Rade Glavić, Milomir Jakovljević, Risto Jovanović, Nikola Jurčević, Andrej Kardelis, Olga Labudović, Nikola Matovski, Vesna Seljubac, Jovo Ugrčić, Milan Fabjančič i Jože Florjančič.
- Članovi Nadzorne komisije SKJ, izabrani na Trinaestom kongresu:

Milo Asanović, Živorad Jakovljević, Anica Kuhar, Gligor Popovski, Ognjen Huskić i Pero Škrlin.